# Becker (Minnesota)
Becker es una ciudad ubicada en el condado de Sherburne en el estado estadounidense de Minnesota. En el Censo de 2010 tenía una población de 4538 habitantes y una densidad poblacional de 159,28 personas por km².

## Geografía
Becker se encuentra ubicada en las coordenadas 45°22′59″N 93°53′5″O / 45.38306, -93.88472. Según la Oficina del Censo de los Estados Unidos, Becker tiene una superficie total de 28.49 km², de la cual 27.32 km² corresponden a tierra firme y (4.09%) 1.17 km² es agua.

## Demografía
Según el censo de 2010, había 4538 personas residiendo en Becker. La densidad de población era de 159,28 hab./km². De los 4538 habitantes, Becker estaba compuesto por el 96.56% blancos, el 0.46% eran afroamericanos, el 0.2% eran amerindios, el 0.88% eran asiáticos, el 0.09% eran isleños del Pacífico, el 0.22% eran de otras razas y el 1.59% pertenecían a dos o más razas. Del total de la población el 1.65% eran hispanos o latinos de cualquier raza.